# Gramatica universală

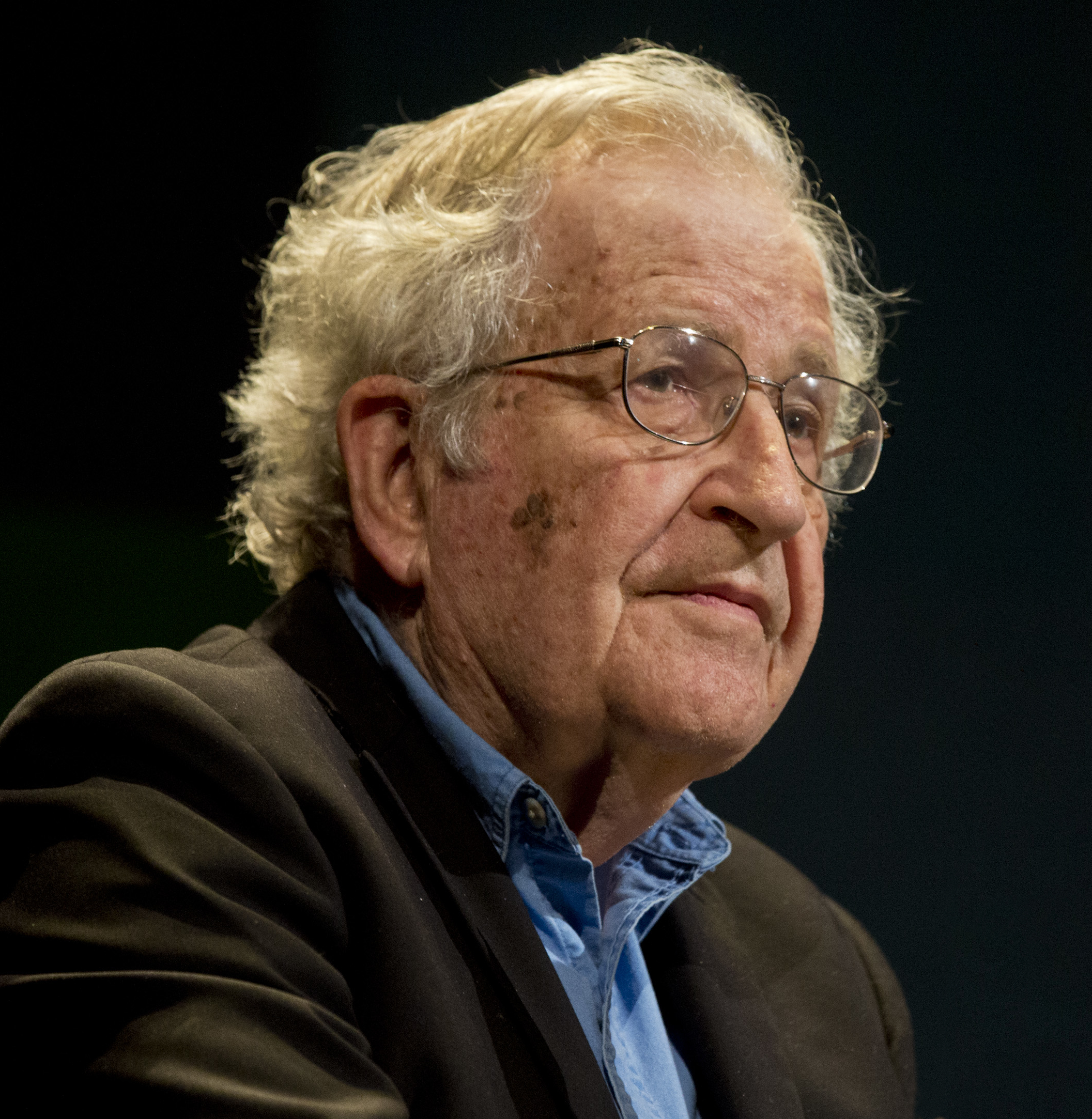
Noam Chomsky este de obicei asociat cu termenul de gramatică universală în secolele XX și XXI

Gramatica universală (GU) în lingvistica modernă, este teoria componentei genetice a aptitudinii de limbaj, de obicei atribuită lui Noam Chomsky. 
Postulatul de bază al GU este că un anumit set de reguli structurale sunt înnăscute pentru oameni, independent de experiența senzorială. Cu mai mulți stimuli lingvistici primiți în cursul dezvoltării psihologice, copiii adoptă reguli sintactice specifice care se conformează GU.  Este uneori cunoscută sub numele de „gramatică mentală” și constrastează cu alte „gramatici”, de exemplu, prescriptive, descriptive și pedagogice.   Susținătorii acestei teorii subliniază și se bazează parțial pe argumentul sărăciei stimulilor  și pe existența unor proprietăți universale ale limbajelor umane naturale. Cu toate acestea, aceasta din urmă nu a fost ferm stabilită, întrucât unii lingviști au susținut că limbile sunt atât de diverse încât o astfel de universalitate este rară. 
Este o chestiune de investigare empirică pentru a determina cu exactitate ce proprietăți sunt universale și ce capacități lingvistice sunt înnăscute.

## Argument
Teoria gramaticii universale propune că, dacă ființele umane sunt aduse în condiții normale (nu cele ale unei privări senzoriale extreme), ele vor dezvolta întotdeauna limbajul cu anumite proprietăți (de ex., distingerea substantivelor de verbe, sau distingerea cuvintelor funcționale de conținutul cuvintelor). Teoria propune că există o capacitate de limbă înnăscută, determinată genetic, care cunoaște aceste reguli, facilitând și accelerând procesul de învățare a vorbirii la copii, ceea ce nu s-ar întâmpla dacă cazul ar fi altfel.  Această capacitate nu cunoaște vocabularul unei limbi particulare (deci cuvintele și semnificațiile lor trebuie învățate) și astfel rămân mai mulți parametri care pot varia liber între limbi (cum ar fi dacă adjectivele vin înainte sau după substantive), ce trebuie învățați. Dovezi în favoarea acestei idei pot fi găsite în studii precum Valian (1986), care arată că, copiii de vârste surprinzător de mici înțeleg categoriile sintactice și distribuția lor înainte ca aceste cunoștințe să se manifeste în producție. 
După cum afirmă Chomsky: „Evident, dezvoltarea limbajului la individ trebuie să implice trei factori: dotarea genetică, care stabilește limitele pentru limbile realizabile, făcând astfel posibilă achiziția limbii; date externe, convertite în experiența care selectează o limbă sau alta în cadrul unei game restrânse; principii care nu sunt specifice facultății limbajului". 
Ocazional, aspecte ale gramaticii universale par descriptibile în termeni de detalii în ceea ce privește cunoaștere. De exemplu, dacă o predispoziție de a clasifica evenimentele și obiectele ca, clase diferite de lucruri, face parte din cogniția umană, și rezultă direct în substantive și verbe care apar în toate limbile, atunci se poate presupune că, în loc ca acest aspect al gramaticii universale să fie specific limbajului, el este, în general, o parte a cogniției umane. GU este termenul folosit adesea de Chomsky pentru acele aspecte ale creierului uman care determină limbajul să fie așa cum este (adică sunt gramatica universală în sensul folosit aici), dar aici pentru discuții, este folosit pentru acele aspecte care sunt, în plus, specifice limbajului (astfel GU, așa cum îl folosește Chomsky, este doar o prescurtare a gramaticii universale, dar GU * este folosit aici ca o subcategorie a gramaticii universale). 
În același articol, Chomsky expune tema unui program de cercetare mai amplu în ceea ce privește următoarea întrebare: „Cât de puțin poate fi atribuit GU, ținând încă seama de varietatea de „i limbi” însușite, bazându-ne pe principiile factorului al treilea?"  (i-limbi - semnifică limbi interne, stările creierului care corespund cunoașterii modului de a vorbi și a înțelege o anumită limbă; iar principiile celui de-al treilea factor (3) în sensul din citatul anterior). 
Chomsky a speculat că GU ar putea fi extrem de simplă și abstractă, de exemplu, doar un mecanism pentru combinarea simbolurilor într-un mod particular, pe care el îl numește „fuziune”. Următorul citat arată că Chomsky nu folosește termenul „GU” în sens restrâns, cum GU * a sugerat mai sus: 
„Concluzia conform căreia fuziunea se încadrează în GU,  rămâne valabilă indiferent dacă o astfel de producție recursivă este unică pentru facultatea limbajului sau este însușită din alte sisteme.” 
Cu alte cuvinte, fuziunea este văzută ca parte a GU, deoarece determină limbajul să fie așa cum este, universal, și nu face parte din mediu sau proprietăți generale independente de genetică și mediu. Fuziunea face parte din gramatica universală indiferent dacă este specific limbajului sau dacă, după cum sugerează Chomsky, este folosită, de asemenea, pentru un exemplu în gândirea matematică. 
Distincția este rezultatul unei lungi istorii de argumente despre GU*, în timp ce unii oameni care lucrează în domeniul limbajului sunt de acord că există gramatică universală. Mulți oameni presupun că Chomsky se referă la GU* atunci când scrie GU (și, în unele cazuri, chiar s-ar putea referi la GU* [dar nu în pasajul citat mai sus]). 
Unii studenți de gramatică universală studiază o varietate de gramatici pentru a extrage generalizări numite universale lingvistice, adesea sub forma „Dacă X rămâne adevărat, atunci apare Y”. Acestea au fost extinse la o varietate de trăsături, cum ar fi fonemele găsite în limbi, ordinea de cuvinte pe care limbile au ales-o, și motivele pentru care copiii prezintă anumite comportamente lingvistice. 
Ulterior, lingviști care au influențat această teorie sunt Chomsky și Richard Montague, dezvoltând versiunea lor a acestei teorii, deoarece au considerat că  probleme ale argumentului privind sărăcia stimulului apar din abordarea constructivistă  a teoriei lingvistice. Aplicarea ideii de gramatică universală în studiul achiziției limbii a doua este reprezentată în principal în lucrarea lingvistei Lydia White de la Universitatea McGill. 
În general, sintacticii afirmă că există puncte parametrice de variație între limbi, dar apar dezbateri aprinse asupra faptului dacă, constrângerile GU sunt esențial universale datorită faptului că sunt „cu fir” ( abordarea principiilor și parametrilor lui Chomsky), o consecință logică a unei arhitecturi sintactice specifice ( abordarea gramaticii sintagmatică generalizată), sau rezultatul constrângerilor funcționale asupra comunicării (abordarea funcționalistă ). 

## Relația cu evoluția limbajului
Într-un articol intitulat: The Faculty of Language: What Is It, Who Has It, and How Did It Evolve? [Facultatea limbajului: Ce este, cine o are și cum a evoluat?]  Hauser, Chomsky și Fitch prezintă cele trei ipoteze principale pentru modul în care limbajul a evoluat și a adus oamenii la punctul în care au o gramatică universală. 
Prima ipoteză afirmă că facultatea limbajului în sens larg este strict omologă cu comunicarea animală. Aceasta înseamnă că la animalele non-umane există aspecte omologe ale facultății limbajului. 
A doua ipoteză afirmă că facultatea limbajului în sens larg este o adaptare derivată, unic umană, pentru limbaj. Această ipoteză susține că trăsăturile individuale au fost supuse selecției naturale și au ajuns să fie specializate pentru oameni. 
A treia ipoteză afirmă că numai facultatea limbajului în sens restrâns este unică pentru oameni. Aceasta susține că, în timp ce mecanismele facultății limbajului în sens larg sunt prezente atât la oameni, cât și la animale non-umane; mecanismul de calcul al recurenței a evoluat recent doar la om.   Aceasta este ipoteza care se aliniază cel mai mult la teoria tipică a gramaticii universale promovată de Chomsky. 

## Istorie
Termenul „gramatică universală” precedă lui Noam Chomsky, dar ideile de dinaintea lui Chomsky ale gramaticii universale sunt diferite. Pentru Chomsky, GU este „[teoria] facultății limbajului bazate genetic” , ceea ce face din GU o teorie a dobândirii limbajului și parte a ipotezei trăsăturilor înnăscute. Gramaticienii și filozofii timpurii s-au gândit la gramatica universală în sensul unei proprietăți sau a unei gramatici universale a tuturor limbilor. Cele mai apropiate analogii de înțelegerea lor a gramaticii universale la sfârșitul secolului XX sunt universaliile limbajului ale lui Greenberg . 
Ideea unei gramatici universale poate fi urmărită din observațiile lui Roger Bacon din c. 1245 Prezentare generală a gramaticii și c. 1268 Gramatica greacă conform căreia toate limbile sunt construite pe baza unei gramatici comune, chiar dacă poate suferi variații incidentale; și în secolul al XIII-lea, gramaticieni speculativi, care au urmat după Bacon, au postulat reguli universale care stau la baza tuturor gramaticilor. Conceptul de gramatică sau limbă universală a stat la baza proiectelor din secolul al XVII-lea pentru limbaje filozofice. O lucrare influentă în acea perioadă a fost Grammaire générale de Claude Lancelot și Antoine Arnauld, care au construit pe baza lucrărilor lui René Descartes. Au încercat să descrie o gramatică generală pentru limbi, ajungând la concluzia că gramatica trebuie să fie universală.  Există o școală scoțiană de gramatici universali din secolul al XVIII-lea, deosebită de proiectul de limbaje filozofice, care a inclus autori precum James Beattie, Hugh Blair, James Burnett, James Harris și Adam Smith. Articolul despre gramatică din prima ediție a Encyclopædia Britannica (1771) conține o secțiune extinsă intitulată Of Universal Grammar. 
Această tradiție a fost continuată la sfârșitul secolului al XIX-lea de Wilhelm Wundt și la începutul secolului XX de lingvistul Otto Jespersen. Jespersen nu a fost de acord cu gramaticienii timpurii cu privire la formularea lor de „gramatică universală”, susținând că au încercat să derive prea mult din latină și că o GU bazat pe latină era sortită eșuării, având în vedere amploarea variației lingvistice la nivel mondial.  El nu se renunță pe deplin ideii de „gramatică universală”, ci o reduce la categorii sintactice universale sau super-categorii, cum ar fi numărul, timpurile etc.  Jespersen nu discută dacă aceste proprietăți provin din fapte despre cunoașterea generală a omului sau dintr-o dotare specifică limbajului (care ar fi mai aproape de formularea chomskiană). Deoarece această lucrare precedă genetica moleculară, el nu discută noțiunea de gramatică universală condiționată genetic. 
În timpul ascensiunii curentului behaviorismului, ideea unei gramatici universale (în ambele sensuri) a fost eliminată. La începutul secolului XX, limbajul a fost înțeles de obicei dintr-o perspectivă comportamentală, ceea ce sugerează că dobândirea limbajului, ca orice alt tip de învățare, ar putea fi explicată printr-o succesiune de încercări, erori și recompense pentru succes.  Cu alte cuvinte, copiii și-au învățat limba maternă prin simplă imitație, prin ascultare și repetarea a ceea ce au spus adulții. De exemplu, când un copil spune „lapte”, iar mama va zâmbi și îi va oferi un pahar cu lapte ca rezultat, copilul va găsi acest rezultat satisfăcător, sporind astfel dezvoltarea limbajului copilului.  GU a reapărut ca proeminență și influență în lingvistica modernă cu teoriile lui Chomsky și Montague în anii 1950-1970, ca parte a „războaielor lingvistice”. 
În 2016, Chomsky și Berwick au co-scris cartea lor intitulată Why Only Us, unde au definit atât programul minimalist, cât și teza minimalistă tare ( strong minimalist thesis) și implicațiile acesteia în actualizarea abordării lor asupra teoriei GU. Potrivit lui Berwick și Chomsky, teza minimalistă tare afirmă că „Situația optimă ar fi aceea ca GU să se reducă la cele mai simple principii de calcul care funcționează în conformitate cu, condițiile de eficiență de calcul. Această conjectură este numită Teza Minimalistă Tare".  Semnificația tezei minimaliste tari este de a schimba semnificativ accentul anterior de pe gramaticile universale către conceptul pe care Chomsky și Berwick îl numesc acum „fuziune”. „Fuziunea” este definită în cartea lor din 2016: „Fiecare sistem de calcul a încorporat în el undeva o operație care se aplică la două obiecte X și Y deja formate, și construiește din ele un nou obiect Z. Numim această operație Fuziune".Teza minimalistă tare dictează că „Fuziunea va fi cât se poate de simplă: nu va modifica X sau Y și nu le va impune niciun aranjament; în special, le va lăsa neordonate, un fapt important... Prin urmare, fuziunea este doar o structură stabilită: Fuziunea dintre X și Y figurează setul {X, Y}. " 

## Teoria lui Chomsky
Chomsky a susținut că creierul uman conține un set limitat de constrângeri pentru organizarea limbajului. Aceasta implică la rândul său că toate limbile au o bază structurală comună: setul de reguli cunoscute sub numele de „gramatică universală”. 
Vorbitorii competenți într-o limbă știu ce expresii sunt acceptabile în limba lor și care sunt inacceptabile. Cheia puzzle-lui este cum ajung vorbitorii să cunoască aceste restricții ale limbii lor, deoarece expresiile care încalcă aceste restricții nu sunt prezente în introducere, indicate ca atare. Chomsky a susținut că această sărăcie a stimulului înseamnă că perspectiva comportamentală a lui Skinner nu poate explica achiziția limbajului. Absența dovezilor negative - dovezi că o expresie face parte dintr-o clasă de propoziții negramaticale într-un anumit limbaj - este nucleul argumentului său. 
Ce-a văzut John cu un om care a vândut?
Astfel de expresii nu sunt disponibile pentru cursanții de limbă: sunt, prin ipoteză, agramaticale. Vorbitorii limbii locale nu le folosesc sau să le noteze ca fiind inacceptabile pentru cursanții de limbă. Gramatica universală oferă o explicație pentru prezența sărăciei stimulului, făcând anumite restricții în caracteristicile universale ale limbilor umane. În consecință, cursanții de limbi străine nu sunt niciodată tentați să generalizeze în mod ilicit.     

## Prezența limbilor creole
Prezența limbilor creole este uneori menționată ca un sprijin suplimentar pentru această teorie, în special prin controversata teorie a bio-programelor limbajului a lui Bickerton. Creolele sunt limbi care se dezvoltă și se formează atunci când societăți disparate se reunesc și sunt obligate să conceapă un nou sistem de comunicare. Sistemul folosit de primii vorbitori este de obicei un amestec inconsistent de elemente din vocabular, cunoscut sub numele de pidgin. Pe măsură ce copiii acestor vorbitori încep să dobândească prima lor limbă, ei folosesc inputul pidgin pentru a-și crea eficient propria limbă originală, cunoscută sub numele de creolă. Spre deosebire de pidgins, creolii au vorbitori nativi (cei cu achiziție încă din copilărie) și folosesc o gramatică completă și sistematică. 
Potrivit lui Bickerton, ideea gramaticii universale este susținută de limbile creole, deoarece anumite caracteristici sunt împărtășite de aproape toți din categorie. De exemplu, punctul lor de referință implicit în timp (exprimat prin tema verbului singur) nu este momentul prezent, ci trecutul. Folosind auxiliare pre-verbale, vorbitorii exprimă uniform timpul, aspectul și categoria gramaticală. O asemănare printre vorbitorii de creolă poate fi văzută în faptul că întrebările sunt create doar prin schimbarea intonației unei propoziții declarative, nu a ordinii sau a conținutului acesteia.
Cu toate acestea, lucrările ample ale lui Carla Hudson-Kam și Elissa Newport sugerează că limbile creole ar putea să nu susțină deloc o gramatică universală. Într-o serie de experimente, Hudson-Kam și Newport au privit modul în care copiii și adulții învață gramatici artificiale. Ei au descoperit că copiii tind să ignore variații minore în input atunci când aceste variații sunt rare și, să reproducă doar cele mai frecvente forme. Procedând în această manieră, ei tind să standardizeze limba pe care o aud în jurul lor. Hudson-Kam și Newport presupun că într-o situație de dezvoltare pidgin (și în situația reală a unui copil surd al cărui părinți sunt sau au fost fără fluență în vorbire), copiii sistematizează limba pe care o aud, pe baza probabilității și frecvenței formelor, și nu pe ceea ce s-a sugerat pe baza unei gramatici universale.   În plus, se pare că limbile creole ar împărtăși caracteristici cu limbile din care sunt derivate și ar arăta astfel asemănătoare din punct de vedere gramatical. 
Mulți cercetători ai gramaticii universale argumentează împotriva unui concept de relexificare, care spune că o limbă își înlocuiește lexicul aproape în întregime cu cel al alteia. Acest lucru contravine ideilor universaliste ale unei gramatici universale, care are o gramatică înnăscută. 

## Critici
Geoffrey Sampson susține că teoriile gramaticale universale nu sunt falsificabile și, prin urmare, sunt pseudoștiințifice. El argumentează că „regulile” gramaticale pe care le susțin lingviștii sunt pur și simplu observații post-hoc despre limbile existente, decât predicții despre ceea ce este posibil într-o limbă.   În mod similar, Jeffrey Elman susține că inaccesibilitatea limbilor asumate de gramatica universală se bazează pe un model de gramatică prea strict, „în cel mai rău caz”, care nu respectă nicio gramatică reală. În conformitate cu aceste idei, James Hurford susține că postulatul unui dispozitiv de achiziție lingvistică reprezintă în esență afirmația trivială potrivit căreia limbile sunt învățate de oameni și, prin urmare, dispozitivul de achiziție a limbajului este mai puțin o teorie decât un explanandum cautând teorii. 
Morten H. Christiansen și Nick Chater au susținut că natura relativ rapid-schimbătoare a limbajului ar împiedica structurarea genetică cu schimbări mai lente să le ajungă din urmă vreodată, subminând posibilitatea unei gramatici universale genetice. În loc de o gramatică universală înnăscută, aceștia susțin că „aspecte aparent arbitrare ale structurii lingvistice pot rezulta din învățarea generală și confuzii derivate din structura proceselor gândirii, factori perceptivi-motori, limitări cognitive, și pragmatici”. 
Hinzen rezumă cele mai frecvente critici la adresa gramaticii universale: 
- Gramatica universală nu are o formulare coerentă și este într-adevăr inutilă.
- Gramatica universală este în conflict cu biologia: nu poate evolua prin principii evolutive neo-darwiniene standard acceptate.
- Nu există universuri lingvistice: gramatica universală este respinsă prin variații abundente la toate  nivelurile de organizare lingvistică, care se află în centrul facultăților umane de limbă. [25]

În plus, s-a sugerat că oamenii învață despre tipare probabilistice ale distribuțiilor de cuvinte în limba lor, mai degrabă decât reguli grele și rapide (a se vedea ipoteza distribuțională ).  De exemplu, copiii supra-generalizează marcatorul pentru timpul trecut „ed” și conjugă verbele neregulate incorect, producând forme precum goed și eated; și corectează aceste erori în timp.  S-a propus, de asemenea, că problema sărăciei de stimul poate fi evitată în mare măsură, dacă se presupune că, copiii folosesc strategii de generalizare bazate pe similaritate în învățarea limbilor, generalizând utilizarea unor cuvinte noi din cuvinte similare pe care deja știu cum să le folosească.
Cercetător în achiziționarea lingvistică, Michael Ramscar, a sugerat că atunci când copiii se așteaptă în mod eronat la o formă agramată care nu apare niciodată, eșecul repetat de așteptare servește ca o formă de feedback negativ implicit care le permite să-și corecteze erorile în timp, cum ar fi modul în care copiii corectează generalizările gramaticale precum goed cu went (eng.) prin eșec repetitiv.   Acest lucru implică faptul că învățarea cuvintelor este mai degrabă un proces probabilistic, bazat pe erori, decât un proces de cartografie rapidă, așa cum presupun mulți nativiști. 
În domeniul cercetării pe teren, limba Pirahã se pretinde a fi un contra-exemplu pentru principiile de bază ale gramaticii universale. Această cercetare a fost condusă de Daniel Everett. Printre altele, se presupune că acest limbaj nu are toate probele pentru recurs, inclusiv clauzele încorporate, precum și cuantificatorii și termenii de culoare.  În conformitate cu scrierile lui Everett, Pirahã a arătat aceste neajunsuri lingvistice nu pentru că erau simpliste, ci pentru că, cultura lor - care punea accentul pe chestiuni concrete în prezent și, de asemenea, care nu avea mituri de creație și tradiții ale realizării artei - nu o necesita.  Cu toate acestea, alți lingviști au susținut că unele dintre aceste proprietăți au fost analizate greșit și că altele sunt de fapt preconizate în conformitate cu teoriile actuale ale gramaticii universale.  Alți lingviști au încercat să reevalueze limba Pirahã pentru a vedea dacă într-adevăr a folosit recursiunea. Într-o analiză de corp a limbii Pirahã, lingviștii nu au reușit să respingă argumentele lui Everett împotriva gramaticii universale și a lipsei de recurs în formarea limbii Pirahã. Cu toate acestea, aceștia au declarat, de asemenea, că nu există „dovezi puternice pentru lipsa recursului” și au furnizat „dovezi sugestive că limba Pirahă poate avea propoziții cu structuri recursive”. 
Daniel Everett a susținut că, chiar dacă o gramatică universală nu este imposibilă în principiu, ea nu ar trebui acceptată pentru că avem teorii la fel de mult sau mai plauzibile, care sunt mai simple. În cuvintele sale, „gramatica universală nu pare să funcționeze, nu pare să existe prea multe dovezi pentru aceasta. Și ce putem pune în locul ei? Un joc complex de factori, dintre care cultura, valorile pe care le împărtășesc ființele umane, joacă un rol major în structurarea modului în care vorbim și a lucrurilor despre care vorbim".  Michael Tomasello, psiholog specializat în dezvoltare, susține această afirmație, argumentând că „deși multe aspecte ale competenței lingvistice umane au evoluat într-adevăr biologic, principiile și construcțiile gramaticale specifice nu au făcut-o. Totodată, și arhetipurile din structura gramaticală a diferitelor limbi provin din procese și constrângeri mai generale ale cunoașterii umane, comunicării și procesării vocale-auditive, care funcționează în timpul convenționalizării și transmiterii construcțiilor gramaticale specifice anumitor comunități lingvistice particulare." 

## Vezi și
- Ierarhia Chomsky
- Universalii lingvistice